# Lerum (plaats)
Lerum is de hoofdplaats van de gemeente Lerum in het landschap Västergötland en de provincie Västra Götalands län in Zweden. De plaats heeft 15819 inwoners (2005) en een oppervlakte van 1398 hectare. De plaats ligt op de plaats waar de rivieren Säveån en de rivier Lerån bij elkaar komen.
Lerum ligt iets ten oosten van Göteborg aan de spoorlijn Västra stambanan en de snelweg europese weg 20. De plaats wordt vaak gezien als een voorstad van Göteborg.
De plaats was in het wereldnieuws toen op 16 november 1987 twee passagierstreinen bij het lokale treinstation op elkaar botsten, 9 mensen werden gedood en 140 mensen waren gewond.

## Geboren in Lerum
- Olof Stahre (1909-1988), ruiter